# Astragalus alaicus
Astragalus alaicus är en ärtväxtart som beskrevs av Josef Franz Freyn. Astragalus alaicus ingår i släktet vedlar, och familjen ärtväxter. Inga underarter finns listade i Catalogue of Life.